# Орлова Гора
Орлова Гора (рос. Орлова Гора) — местечко в Струго-Красненському районі Псковської області Російської Федерації.
Населення становить 4 особи. Входить до складу муніципального утворення Струги Красні.

## Історія
Від 2015 року входить до складу муніципального утворення Струги Красні.

## Населення
| 2001 | 2011 | 2020 | 2021 |
| ---- | ---- | ---- | ---- |
| 25   | ↗30  | ↘9   | ↘4   |